# Cyberpunk
 (août 2024).
Si vous disposez d'ouvrages ou d'articles de référence ou si vous connaissez des sites web de qualité traitant du thème abordé ici, merci de compléter l'article en donnant les références utiles à sa vérifiabilité et en les liant à la section « Notes et références ».
Pour les articles homonymes, voir Cyberpunk (homonymie).
Genres dérivés
Steampunk, Dieselpunk, Solarpunk, Biopunk

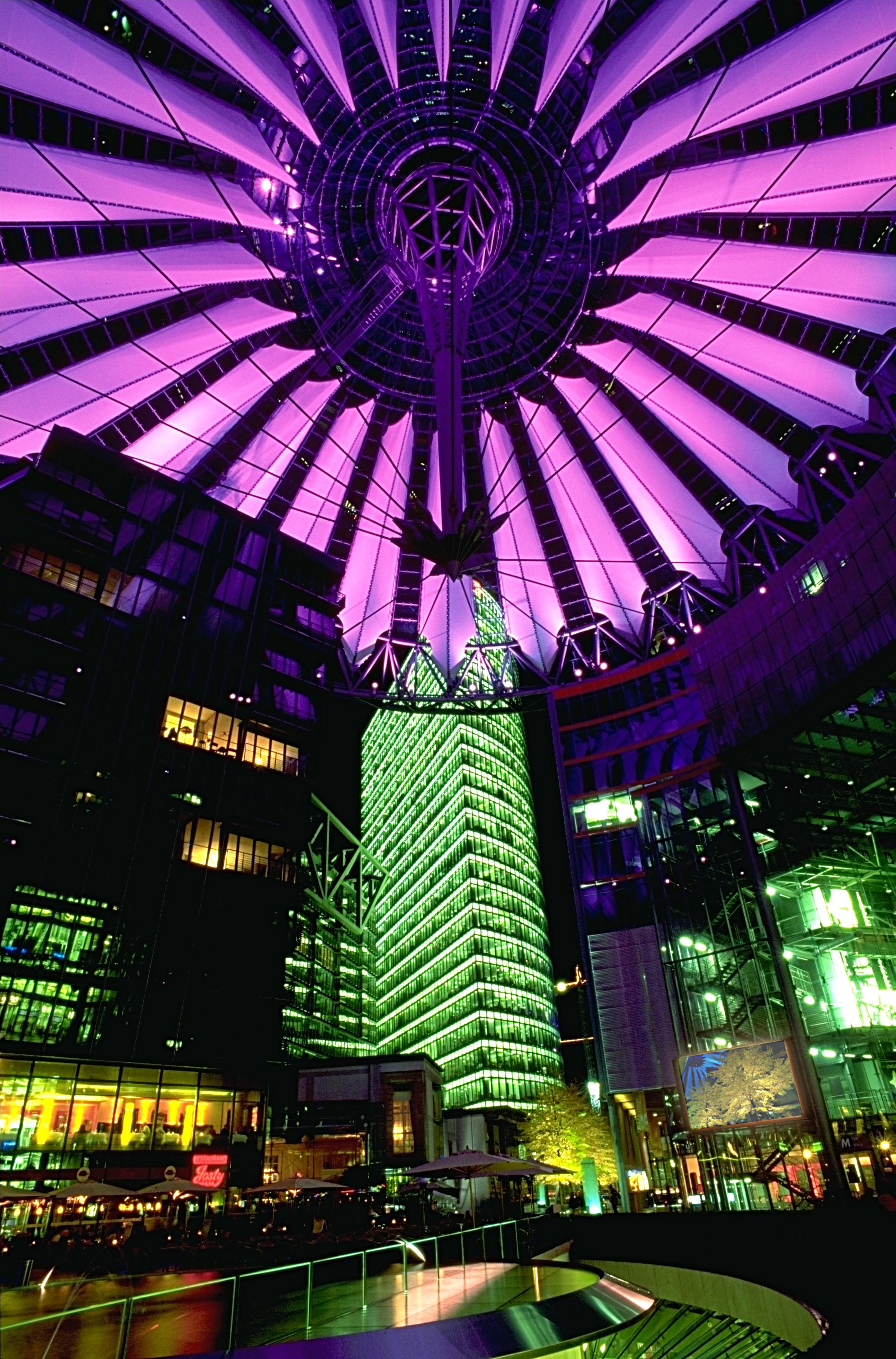
Centre Sony à Berlin, décrit comme un exemple réel de lieu cyberpunk par David Suzuki.

Le cyberpunk (association des mots cybernétique et punk) est un genre de la science-fiction très apparenté à la dystopie et à la hard science-fiction. Il met souvent en scène un futur proche, avec une société technologiquement avancée, notamment dans les technologies de l'information et la cybernétique.
Selon Bruce Sterling : « le courant provient d'un univers où le dingue d'informatique et le rocker se rejoignent, d'un bouillon de culture où les tortillements des chaînes génétiques s'imbriquent ». Les mondes cyberpunks sont empreints de violence et de pessimisme ; ils sont souvent lugubres et déprimants. Les personnages sont des antihéros désabusés, cyniques et cupides.
Le cyberpunk a depuis essaimé ses thématiques dans de nombreux médias : bande dessinée, cinéma, musique, jeux vidéo et jeux de rôle.

## Thématiques

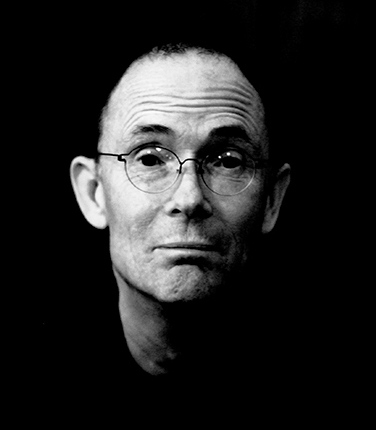
William Gibson auteur de Neuromancien, roman emblématique du genre.

En opposition avec les récits de science-fiction se déroulant dans une perspective plus large (voyages dans l'espace, découverte de nouveaux espaces, conflits mettant en jeu l'univers connu et inconnu), le cyberpunk est un confluent et conflit des thématiques du hackeur, de l'intelligence artificielle et des multinationales se déroulant la plupart du temps dans un futur proche sur Terre.
Le lieu où l'histoire se déroule possède des caractères dystopiques, « punk », en ce sens que les personnages faisant leur possible pour se débrouiller dans un univers désorganisé, où le futur est déjà passé, se retrouvant dans la zone d'incertitude séparant une « presque-apocalypse » et l'univers post-apocalyptique, voient leurs actions se heurter à des intérêts inamovibles, impalpables.
L'assimilation du terme « punk » est aussi induite par le slogan de ce mouvement, « No Future! », et par son esthétique à la fois familière et particulièrement agressive (en particulier celle de la branche dite « néo-punk » comprenant notamment le mohawk, la coupe « iroquois »). L'implication politique anarchiste vaut surtout par son opposition à l'organisation des pouvoirs dépourvue d'éthique, très fortement dénoncée et la plupart du temps combattue.
Les écrivains cyberpunk empruntent divers éléments aux romans noirs, policiers et récits post-modernistes pour exprimer un côté underground, chaotique et nihiliste d'une société entièrement informatisée voire robotisée. Cette vision trouble et tourmentée du futur est souvent à l'antipode de ce qu'elle fut dans les années 1940. Dans son livre "The Gernsback Continuum", William Gibson exprime avec sarcasme le mépris de la culture cyberpunk envers le roman utopique.
Dans les œuvres cyberpunk, l'action prend le plus souvent place en ligne, dans le cyberespace, ce qui a tendance à souvent brouiller les frontières entre virtuel et réalité.
Neuromancien de William Gibson est le roman canonique du genre . L'auteur y a le génial pressentiment de ce qui va devenir le fait marquant, dans le domaine des technologies, de la décennie suivante : Internet. Il fait véritablement œuvre d'anticipation, en imaginant un futur où la technologie, au développement hypertrophique, finit par envahir irrémédiablement l’environnement humain, par le remplacer ; un univers froid où l’informatique révèle son pouvoir de contrôle, renforçant celui des autorités, où elle sacre son omniprésence en venant s’inscrire au cœur des organismes humains, au moyen de tout un arsenal de gadgets électroniques.

### Futur proche
Il constitue fréquemment une vision plutôt pessimiste de notre avenir. Ainsi y sont décrits des problèmes tels que la pollution, l'essor de la criminalité, la surpopulation, le décalage de plus en plus grand entre minorité de riches et majorité de pauvres.
Le cyberpunk brosse un portrait sinistre et noir du monde qui serait alors entièrement dominé par des programmes informatiques et où les multinationales ont, pour la plupart, remplacé toute forme de gouvernement.
L'état économique et technologique du Japon dans les années 1980 a largement inspiré et contribué à cette littérature. Les paysages artificiels, sur-urbanisés ainsi que les néons et autres enseignes lumineuses caractérisent le visuel cyberpunk.

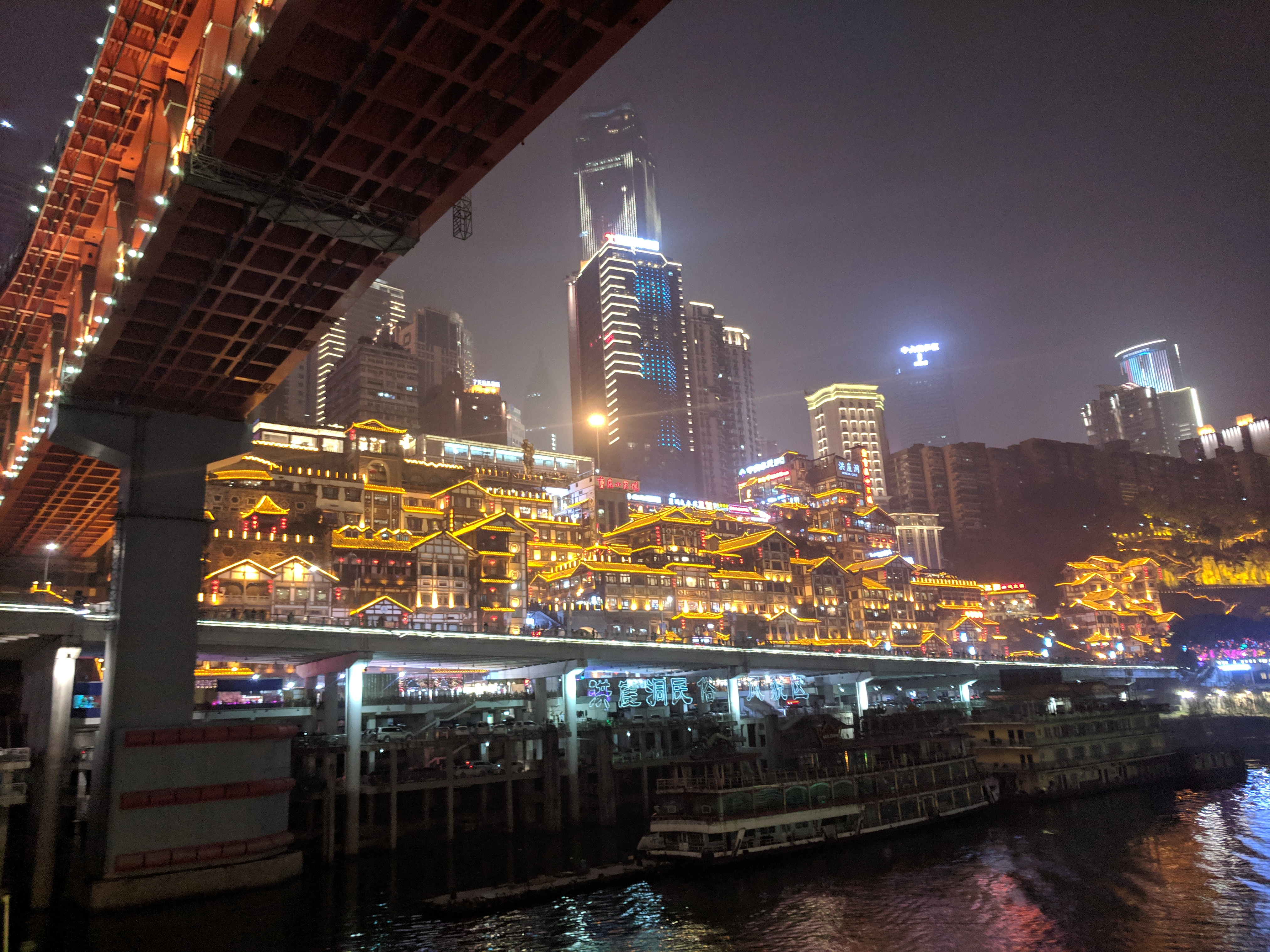
Chongqing, municipalité de la République populaire de Chine.

Ce que devrait nous apporter la science dans les décennies à venir se retrouve dans la littérature cyberpunk. Tous les domaines technologiques sont abordés, même si les technologies relatives à l'informatique et à l'électronique sont le plus souvent mises en avant. Le concept de Techno-accélération y est important : la technologie avance plus vite que la pensée (et la société) : l'humain semble être dépassé par la Machine.
Les œuvres cyberpunks popularisent l'idée de la fusion de l'humain et du spirituel avec la machine, donnant ainsi naissance à des êtres hybrides, constitués de chair et de métal. La notion de membres artificiels, c'est-à-dire de prothèses intelligentes, plus résistantes et plus sensibles que des membres naturels, a été introduite avec le cyberpunk. De manière générale, nombre de personnages de romans cyberpunk possèdent un corps dont les facultés ont été augmentées artificiellement, que ce soit par des nanomachines ou des drogues. On peut supposer qu'une telle fascination pour les machines vient de la découverte par le grand public, à la fin des années 1970, de la puissance de calcul des ordinateurs émergents et des possibilités que l'informatique promet alors.

### Perception, mémoire et réalité virtuelle
Possibilité commune d'une histoire réécrite comme dans Blade Runner ou de l'ensemble du monde sensible qui est faux comme dans Matrix. Dans Jusqu'au bout du monde de Wenders les personnages deviennent accros à l'usage d'une machine enregistrant leur propre rêve .

### Anti-héros et méga-corporations
Il nait un nouveau type de personnage, l’homme de la rue, solitaire et marginal, contraint de s’adapter à une évolution technologique rapide et incessante, et de s’en sortir le moins mal possible. Ce personnage sans racines, surdoué de l’électronique mais pas des relations humaines, travaille parfois pour de grandes sociétés, mais le plus souvent pour son compte ; spécialiste de l’infiltration de banques de données, de la création de virus informatiques, et de la prise de drogues suspectes, c’est un « mauvais garçon » sous tous rapports, un punk de l’âge cyber.
Les anti-héros du genre cyberpunk se découvrent souvent pions manipulés dans un imbroglio de sociétés secrètes, services gouvernementaux, syndicats du crime, tout cela plus ou moins dirigé par les cadres supérieurs de multinationales devenues plus puissantes que des États ; elles ont leurs propres lois, possèdent des territoires, et contrôlent la vie de leurs employés de la naissance à la mort. Leurs dirigeants sont souvent dénués de tout sens moral.
Les personnages des romans cyberpunk sont insignifiants comparativement au pouvoir quasi-divin que possèdent les méga-corporations : ils sont face à elles les grains de sable dans l'engrenage. Cette lutte de David contre Goliath est celle du hackeur contre la multinationale et constitue un thème récurrent des romans cyberpunks (comme Gravé sur chrome, William Gibson, 1986).

## Histoire et origine du terme

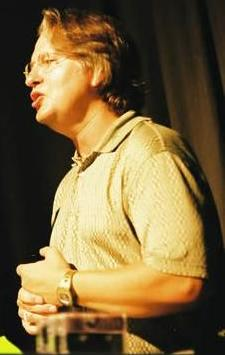
Bruce Sterling, auteur et éditeur du fanzine Cheap Truth sous le pseudonyme Vincent Omniaveritas.

### Contexte et précurseurs
Les auteurs de romans cyberpunks prirent leur inspiration de nombreuses sources. Il est possible de faire remonter les influences du mouvement jusqu'au Frankenstein de Mary Shelley . En préface à l'anthologie Mozart en verres miroirs (Mirrorshades: A Cyberpunk Anthology), Bruce Sterling nomme plusieurs auteurs dont Harlan Ellison, Samuel Delany, Norman Spinrad, Michael Moorcock, Brian Aldiss, J. G. Ballard, John Brunner et surtout Phillip K. Dick en source pour le genre .

### Origine du terme cyberpunk
Le terme cyberpunk a été popularisé par Gardner R. Dozois, éditeur du Asimov's Science Fiction Magazine. C'est le 30 décembre 1984, dans le Washington Post, qu'un article de Dozois intitulé « SF in the Eighties » qualifie de « cyberpunk » le style de l'œuvre de l'écrivain William Gibson, et plus particulièrement de son roman Neuromancien (1984). Il décrivait aussi tout un groupe de jeunes auteurs « bizarres » écrivant dans le fanzine Cheap Truth : Bruce Sterling, William Gibson, Lewis Shiner, Pat Cadigan et Greg Bear. Le « mouvement » cyberpunk était né. Le terme avait cependant été employé plus tôt, en novembre 1983, par l'écrivain américain Bruce Bethke, comme titre d'une de ses nouvelles publiées en novembre 1983 dans le magazine Amazing Science Fiction Stories.

## Influences et adaptations
Les innovations technologiques sur lesquelles s'appuie la littérature cyberpunk sont présentes dans beaucoup de média qui ne sont pas classés comme cyberpunks. Par exemple, certains auteurs considèrent que le film Johnny Mnemonic, bien qu'inspiré de la nouvelle du même nom de William Gibson, n'est pas cyberpunk et marque plutôt la fin de celui-ci.

### Adaptations audiovisuelles

#### Cinéma
- New York 1997 (John Carpenter, 1981)
- Blade Runner (Ridley Scott, 1982, d'après le roman de Philip K. Dick)
- Tron (Steven Lisberger, 1982)
- RoboCop (Paul Verhoeven, 1987). Ce film a fait l'objet d'un remake en 2014.
- Tetsuo (Shin'ya Tsukamoto, 1989)
- Total Recall (Paul Verhoeven, 1990, d'après une nouvelle de Philip K. Dick). Ce film a fait l'objet d'un remake en 2012.
- Hardware (Richard Stanley, 1990)
- Jusqu'au bout du monde (Wim Wenders, 1991)
- Demolition Man (Marco Brambilla, 1993)
- Johnny Mnemonic (Robert Longo, 1995, d'après une nouvelle de William Gibson)
- Judge Dredd (Danny Cannon, 1995). Ce film a fait l'objet d'un remake en 2012.
- Strange Days (Kathryn Bigelow, 1995)
- Nirvana (Gabriele Salvatores, 1996)
- New Rose Hotel (Abel Ferrara, 1998, d'après une nouvelle de William Gibson)
- Matrix (les Wachowski, 1999) [8].
- Avalon (Mamoru Oshii, 2001)
- Minority Report (Steven Spielberg, 2002, d'après une nouvelle de Philip K. Dick)
- Cypher (Vincenzo Natali, 2002)
- Immortel, ad vitam (Enki Bilal, 2004, librement inspiré de La Foire aux immortels et La Femme piège)
- Babylon A.D (Mathieu Kassovitz, 2008)
- Tron : L'Héritage (Joseph Kosinski, 2010)
- Chappie (Neill Blomkamp, 2015)
- Blade Runner 2049 (Denis Villeneuve, 2017)
- Alita: Battle Angel (Robert Rodriguez, inspiré du manga Gunnm, 2018)[9]
- Upgrade (Leigh Whannell, 2018)
- Ready Player One (Steven Spielberg, 2018)
- Plusieurs films du réalisateur David Cronenberg relèvent du genre cyberpunk ou contiennent des thématiques s'en inspirant[10] (eXistenZ, Vidéodrome...)

#### Séries télévisées
Le cyberpunk a influencé certaines séries télévisées sans que celles-ci soient futuristes. Par exemple, un des épisodes de X-files qui, bien qu'il se déroule dans le présent, utilise le thème cyberpunk ; l'épisode Clic mortel (Kill Switch), dont le scénario a été écrit par William Gibson, fait référence au téléchargement de conscience à travers Internet par des hackeurs informatiques vivant en marge de la société.
Autres exemples marquants :
- Max Headroom (1987 - 1988, Peter Waag[4])
- Wild Palms (1993)
- Total recall 2070 (1999, Art Monterastelli[4])
- Dark Angel (2000 - 2002, James Cameron et Charles H. Eglee)
- Dollhouse
- Caprica
- Almost Human
- Person of Interest
- Continuum (2012, Simon Barry[4])
- Minority Report
- Black Mirror (2011, Charlie Brooker)
- Altered Carbon (2018, créé par Leata Kalogridis d'après le roman de Richard K. Morgan sorti en 2002)

La série américaine Mr. Robot (2015-2019, Sam Esmail), qui se déroule dans notre monde, la société hyperconnectée des années 2010, peut être vue comme une série cyberpunk. Elle reprend en effet plusieurs concepts et éléments propres au genre : multinationale surpuissante, omniprésence de l'informatique, héros solitaire et drogué, hackeurs contestataires, contrôle des masses par les médias et la technologie...

### Jeux

#### Jeux de rôle papier et de société
Rapidement, le genre toucha le monde des jeux de rôle sur table avec des titres comme Cyberpunk 2013 qui fit connaître R. Talsorian Games plus connu sous sa seconde version Cyberpunk 2020 et qui muta parallèlement en 1986 par l’ajout d'éléments de Fantasy en Shadowrun (FASA, Jeux Descartes). En parallèle, des versions génériques apparurent tel GURPS : Cyberpunk (Steve Jackson Games) et CyberAge (un univers du jeu de rôle SimulacreS). Plus récemment, R. Talsorian Games a édité une nouvelle version dans sa franchise Cyberpunk : Cyberpunk RED.
On retrouve aussi des éléments d'ambiance cyberpunk dans le jeu de plateau Warhammer 40.000, développé par Games Workshop à partir de 1987 (adapté par la suite en jeu vidéo, avec Warhammer 40.000 : Dawn of War et ses suites).
En 1996 sort le jeu Netrunner, créé par Richard Garfield, qui met en scène les tentatives de piratage d'un « runner » (pirate informatique) contre une corporation. Une réinterprétation du jeu est sortie en 2012, nommée Android: Netrunner.

#### Jeux vidéo
De nombreuses adaptations d'univers cyberpunk ont été produites. On peut citer le fait que William Gibson présida lui-même l'adaptation d'un de ses romans avec le jeu de rôle Neuromancer produit en 1988 par Interplay. Indirectement, les films Blade Runner et la série Max Headroom eurent aussi des adaptations en jeu vidéo. Le jeu de rôle papier Shadowrun reçut jusqu'à quatre adaptations vidéo-ludiques.
Plusieurs titres originaux inspirés du cyberpunk virent le jour dans différents types comme Beneath a Steel Sky (jeu d'aventure pointez-cliquer), Snatcher (jeu d'aventure japonais) en 1988, Syndicate (Jeu de stratégie en temps réel) en 1993, System Shock en 1994 et sa suite System Shock 2 en 1999, The Nomad Soul en 1999 et E.Y.E.: Divine Cybermancy (Tir subjectif) en 2011 et VA-11 Hall-A (Visual Novel) en 2016.
La série des Deus Ex — lancée en 2000 sous l'impulsion de Warren Spector (alors Ion Storm), héritiers assumés des jeux System Shock — est un exemple du jeu vidéo à l'univers cyberpunk. Tous les ingrédients habituels y sont : prothèses, piratage, futur proche, société sombre et désespérée.
Square Enix s'est également inspiré du courant pour créer l'univers de Final Fantasy VII, sorti en 1997. On y retrouve une intrigue se déroulant sur une planète semblable à la Terre, bien que plus avancée technologiquement, contrôlée par Shinra, une firme hégémonique aux dirigeants peu scrupuleux, où son siège se trouve à Midgar, une cité urbanisée à l'extrême, dans laquelle les personnes les plus aisées vivent dans des habitations construites sur une gigantesque plaque à 50 mètres au-dessus du sol, alors que la partie la plus modeste de la population est contrainte de vivre dans des taudis, situés sous la plaque et privés des rayons du soleil. L'univers du jeu accorde également une place prépondérante à la technologie. Le protagoniste du jeu, Cloud Strife, incarne parfaitement cet anti-héros récurrent dans les œuvres cyberpunk.
Le même studio, avec la participation de sa filiale Eidos Montréal, développera Deus Ex: Human Revolution en 2011, où le thème central du jeu est l'essor des sociétés dans la mondialisation, l'espionnage, la survie de l'homme, la pauvreté et l'éthique du transhumanisme avec le remplacement artificiel de parties du corps humain qui est un thème compatible du cyberpunk.
Le studio Atlus a régalement repris des éléments cyberpunks, notamment dans Shin Megami Tensei II — où la société de Tokyo Millenium est divisée entre les riches fidèles du Centre et les infidèles qui doivent survivre dans un environnement métallique, dévasté et sans ressources — ou Devil Summoner : Soul Hackers, où la Phantom Society exploite le réseau Paradigm X pour voler les âmes des habitants de la ville ultramoderne Amami City.
En 2013 le jeu SimCity annonce la sortie de l'extension SimCity : Villes de Demain sur PC, qui invite les joueurs à bâtir et gérer leurs propres villes cyberpunk grâce à « OmegaCo ».

#### Cyberpunk 2077
En 2020, le studio CD Projekt Red sort sa vision d'un monde cyberpunk avec Cyberpunk 2077, adapté du jeu de rôle papier Cyberpunk 2020, dans lequel le joueur incarne V, un ou une mercenaire vivant à Night City, une ville bâtie après l'effondrement des Etats-Unis. En 2023, CD Projekt annonce la première extension (DLC) payante du jeu : Phantom Liberty, qui sort fin septembre.
Avec plus de 26 millions d'exemplaires vendus fin 2023, (3 millions pour Phantom Liberty) et les millions de visionnage de Cyberpunk: Edgerunners — son adaptation en série d'animation sur Netflix, sortie en 2022 — le jeu est un succès commercial.

### Manga et anime japonais
C'est dans les anime et les manga que le cyberpunk eut la plus grande influence .
- Akira de Katsuhiro Ōtomo (manga en 1982, anime en 1988)
- Appleseed de Masamune Shirow (1985)
- Bubblegum Crisis (1987)
- Silent Möbius de Kia Asamiya (1989)
- AD Police de Tony Takezaki (1989)
- Ghost in the Shell (manga de Masamune Shirow en 1989, anime de Mamoru Oshii en 1995, film avec Scarlett Johansson en 2017)
- Gunnm de Yukito Kishiro (1990)
- Cyber City Oedo 808 de Yoshiaki Kawajiri (1990)
- Armitage III (1994)
- BLAME! de Tsutomu Nihei (1998)
- Serial Experiments Lain de Ryutaro Nakamura (1998)
- Eden (manga publié de 1998 à 2008)
- Cowboy Bebop (1998-1999)
- Metropolis de Rintarō (2001)
- Mardock Scramble de Tow Ubukata (2003)
- Texhnolyze (2003)
- Wonderful Days de Kim Moon-Saeng (2003)
- Mardock Scramble (2010), d'après les romans illustrés de Tow Ubukata (2003)
- Ergo Proxy de Shukō Murase (2006)
- Vexille (2007)
- Accel World (manga en 2010 et animé en 2012)
- Psycho-Pass (2012)
- Edens Zero (2018)
- Cyberpunk: Edgerunners (2022)

### Bandes dessinées

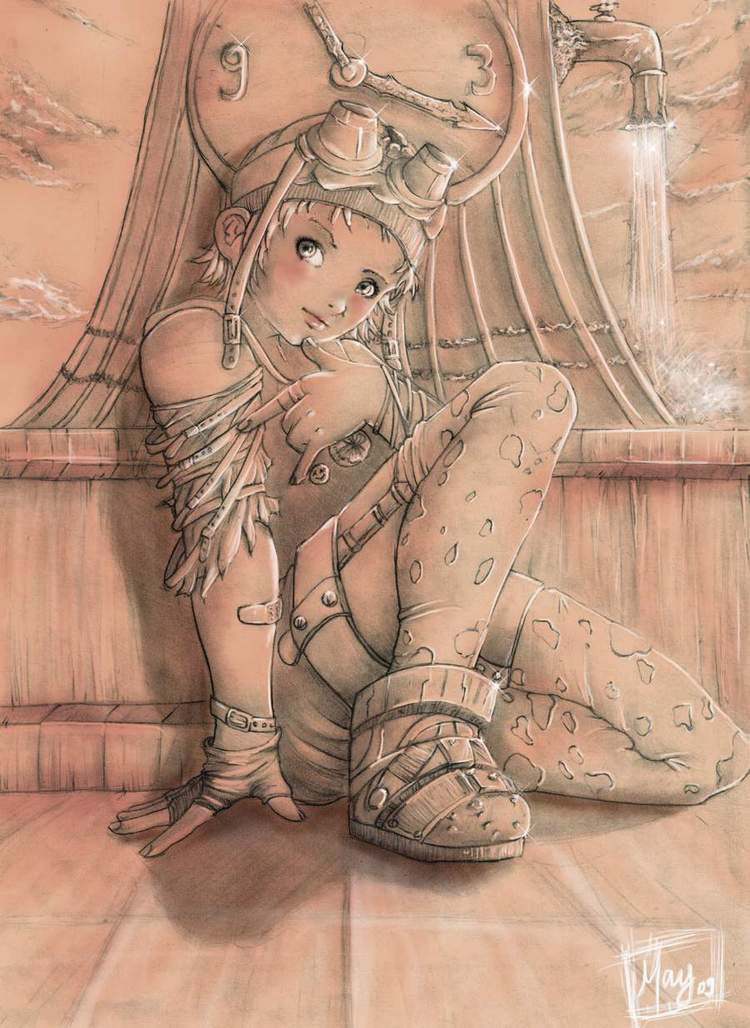
Art cyberpunk.

- Métal hurlant sous l'impulsion de Jean-Pierre Dionnet
- Les Chroniques de Centrum (scénario Jean-Pierre Andrevon, dessins Afif Khaled)
- Zentak (scénario Jean-Pierre Pécau, dessins Def)
- Little Blade (scénario Jean-Pierre Pécau, dessins Def, Hubert)
- Carmen Mc Callum (scénario Fred Duval, dessins Gess)
- Travis (scénario Fred Duval, dessins Christophe Quet)
- Marvel 2099
- Nomad (scénario Jean-David Morvan, dessins Philippe Buchet, Sylvain Savoia)
- Ultima Parano (scénario JB, dessins et couleurs Steph)
- Sha (scénario Pat Mills, dessins et couleurs Olivier Ledroit)
- L'Incal (scénario Alexandro Jodorowsky, dessin Moebius)
- Urban (scénario Luc Brunschwig, dessin Roberto Ricci)[16]
- L'univers de l'auteur illustrateur Enki Bilal (La Trilogie Nikopol, La Tétralogie du Monstre)
- RanXerox (Dessin Stefano Tamburini, Tanino Liberatore) 1978
- Transmetropolitan (scénario Warren Ellis, dessins Darick Robertson)
- Tokyo Ghost (Dessin Sean Murphy, Scénario Rick Remender)

### Musique
- L'album Afterworld du producteur Siren, sortie le 26 janvier 2015, s'inspire de l'univers Cyberpunk.
- Sorti en 1993, l'album Cyberpunk de Billy Idol est réalisé après avoir participé à une partie de jeu de rôle du même nom Cyberpunk. L'album recevra néanmoins de très bonnes critiques de la part d'une nouvelle clientèle, les « rôlistes », qui l'apprécient pour son ambiance très proche du jeu, permettant ainsi de le faire tourner durant les parties.
- La comédie musicale Starmania de Michel Berger sur un livret de Luc Plamondon créée le 10 avril 1979 au Palais des Congrès à Paris, développe un univers cyberpunk.
- On retrouve l'influence du cyberpunk au sein de beaucoup de groupes de musique industrielle, EBM, Darkwave tels que Front Line Assembly, Nine Inch Nails, Skinny Puppy ou Ministry, autant dans les paroles et l'atmosphère musicale que les codes vestimentaires et les vidéo clips.
- L'album Trinity du rappeur français, Laylow, est aussi considéré comme s'inscrivant dans le mouvement cyberpunk[17].
- La bande son de Cyberpunk 2077, composée par Marcin Przybyłowicz.

Les genres synthwave et vaporwave ont également été influencés par le style cyberpunk. Le premier est un renouveau nostalgique rétrofuturiste des origines du cyberpunk et le second est une critique dystopique du capitalisme.

## Sous-genres et postérité

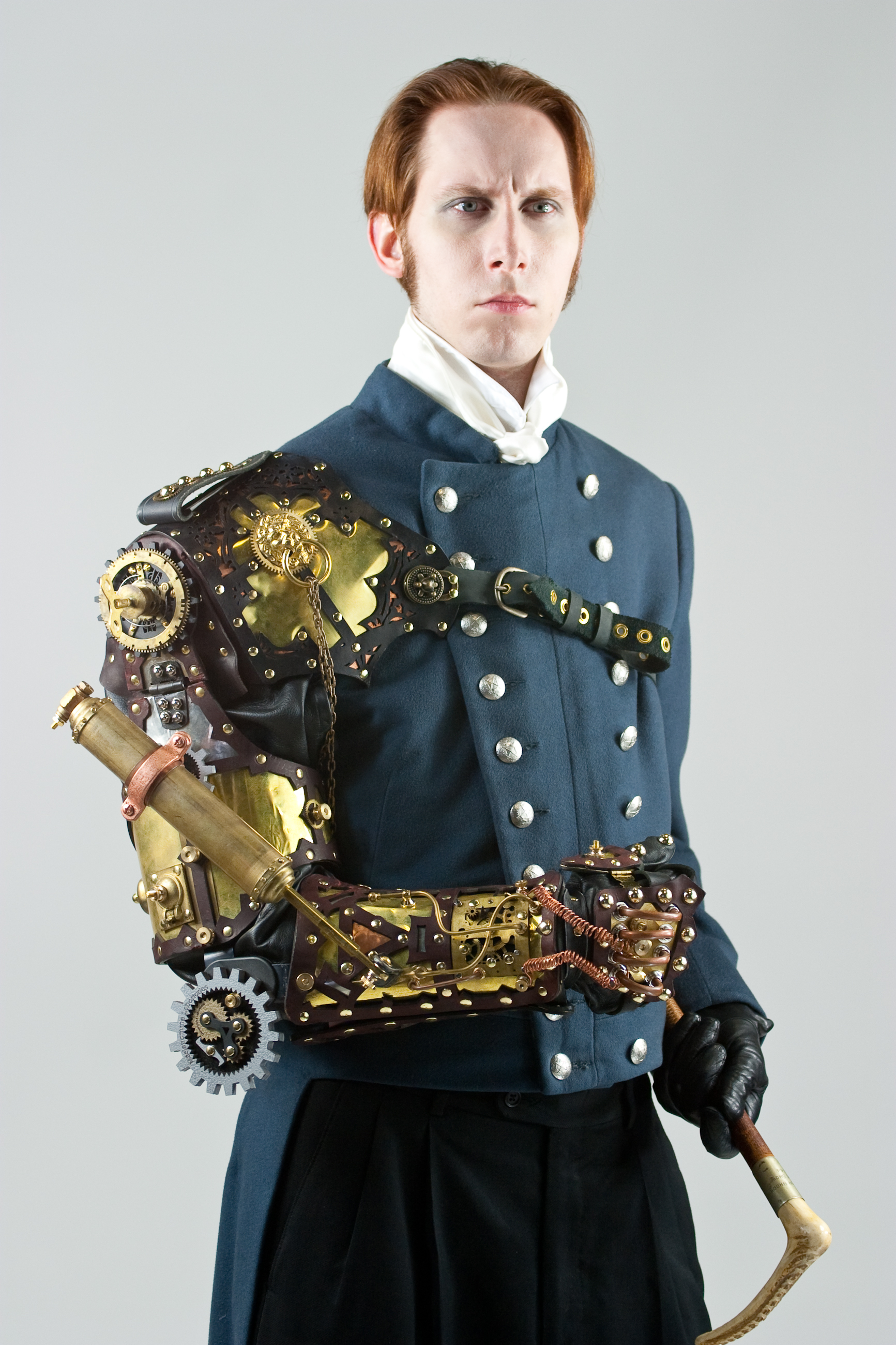
Steampunk

### Sous-genres
Il peut y avoir contestation au sujet de la classification des différents sous-genres du cyberpunk : par exemple, on considère le steampunk et le biopunk comme des sous-genres mais, les caractéristiques de ces sous-genres du cyberpunk étant relativement vastes et encore assez proches des caractéristiques définissant le cyberpunk, un chevauchement peut aisément survenir lors d'une identification d'une œuvre au cyberpunk et à ses sous-genres.
Le cyberpunk étant un genre assez vaste, il est parfois problématique de dissocier clairement les sous-genres des simples facettes variées de ce genre. Le modèle de terminologie "~punk" peut être utilisé pour nommer des spécialités du cyberpunk ou de ses sous-genres qui ne sont pas véritablement identifiées comme séparées, soit par le manque de différences, soit par le manque d'utilisation de pareils termes. Par exemple, le terme "arcanepunk" peut faire référence à la relative alliance de la technologie et de la magie dans un univers cyberpunk.

### Fin probable
Dès le milieu des années 1980, les auteurs comme Gibson et Sterling annonçaient que le mouvement cyberpunk était déjà moribond, récupéré par Hollywood, digéré et recraché sous une forme dépourvue de son élément punk. À cet égard, un article de Lewis Shiner, publié dans le New York Times et intitulé Confessions of an ex-Cyberpunk, fera date, et entraînera une longue réponse de la part de Bruce Sterling : Cyberpunk in the Nineties, dans laquelle il déplore, tout en s'en amusant, que cette étiquette lui colle encore à la peau, mais revendique toujours haut et fort les valeurs véhiculées par le mouvement.
Pour certains, c'est le refus du mouvement d'imaginer un meilleur futur qui est la cause de la courte durée du mouvement. C'est Neal Stephenson, dans son roman Le Samouraï virtuel (Snow Crash) paru en 1992, qui enterre définitivement le cyberpunk dans les toutes premières pages. Cependant, cette opinion est contestée par les gens mettant en avant les œuvres de nouveaux auteurs comme Richard Morgan.
On peut éventuellement expliquer la diminution du nombre d'œuvres cyberpunk par le fait que certains thèmes abordés, qui étaient auparavant futuristes et précurseurs, sont de plus en plus vrais dans la société contemporaine. Notamment aux thèmes, qui furent novateurs mais ne le sont plus, de l'émergence d'un réseau mondial de communication (Internet), du terrorisme de masse, du pouvoir de l'État qui s'amoindrit au profit des grandes entreprises, des prothèses et implants, etc. Ainsi, en 2007, Charles Stross publie le roman Halting State dont l'histoire se situe dans un futur moyennement proche (2016) mais dont les problématiques contemporaines reflètent l'actualité de 2005-2006. Il faut peut-être alors plus parler de réorientation d'une partie du cyberpunk que d'une fin.